# 顧觀
顾观，浙江绍兴府萧山县人，明朝政治人物，進士出身。

## 生平
洪武十七年（1384年）甲子科浙江鄉試第一名舉人。洪武十八年（1385年），聯捷二甲六名進士，官至大理寺评事。

## 參看
- 明朝解元列表